# Roxana Saberi
Roxana Saberi (رکسانا صابری en persa; ロクサナ・サベリ en japonés) nacida el 26 de abril de 1977 en Belleville,Nueva Jersey, EE. UU. es una periodista estadounidense quien fue arrestada en Irán en el febrero del 2009 acusada de espiar para EE. UU. Fue liberada en mayo de 2009.

## Biografía
Se crio en Bellevue y Fargo (Dakota del Norte) y asistió a la Universidad de Concondia en Minnesota. Cursó estudios en la Universidad Northwestern y en Cambridge. Fue reina de belleza, siendo Miss Dakota del Norte quedando entre las 10 mejores Ms. América de ese año. Su padre Reza Saberi es de origen persa y su madre Akiko Saberi es de origen nipón.
El 8 de abril del 2009 el gobierno persa la condenó a 10 años por el delito de espionaje, después de las quejas de varios gobiernos particularmente los Estados Unidos así como su supuesto prometido el premiado cineasta persa-kurdo Bahman Ghobadi, la ganadora del premio nobel de la paz iraní Shirin Ebadhi, una huelga de hambre por Sabero por dos semanas, y un tribunal donde se estableció que ella no podía ser condenada por espionaje porque Irán no estaba en guerra con EE. UU. fue reducida su sentencia a una en donde solo iría a prisión si cometiese un crimen en la república islámica durante los siguientes 5 años. Fue liberada en mayo de 2009.
Actualmente se encuentra en La Palma, Murcia.